# コンパクトハウスドルフ空間上の連続函数
数学の解析学、特に函数解析学の分野において、実数あるいは複素数に値を取るコンパクトハウスドルフ空間上の連続函数（コンパクトハウスドルフくうかんじょうのれんぞくかんすう、英: continuous functions on a compact Hausdorff space）の空間は基本的な役割を担う。C(X) と表記されるこの空間は、各点ごとの函数の和と定数によるスカラー倍によってベクトル空間となる。さらに、次で定義される一様ノルムによってノルム線型空間にもなる。
{\displaystyle \|f\|=\sup _{x\in X}|f(x)|,}
この一様ノルムは、X 上の函数の一様収束の位相を定義する。空間 C(X) はこのノルムに関してバナッハ環である(Rudin 1973, §11.3)。

## 性質
- ウリゾーンの補題（英語版）より、C(X) は X の点を分離（英語版）する。すなわち、x, y ∈ X かつ x ≠ y なら、f(x) ≠ f(y) を満たすある f ∈ C(X) が存在する。

- 空間 C(X) は、X が無限空間であるなら（点を分離するので）無限次元である。したがって、一般に局所コンパクトとは限らない。

- リース＝マルコフ＝角谷の表現定理（英語版）より、C(X) の連続双対空間の特徴付けがなされる。具体的に、双対空間は X 上のラドン測度（正則なボレル測度）の空間で、rca(X) と表記される。測度の全変動（英語版）によってノルムが与えられるこの空間は、ba空間の類に属するバナッハ空間でもある(Dunford & Schwartz 1958, §IV.6.3)。

- C(X) 上の正線型汎函数（英語版）は、別のタイプのリースの表現定理によって、X 上の（正の）正則ボレル測度に対応する(Rudin 1966, Chapter 2)。

- X が無限であるなら、C(X) は回帰的でも弱完備でもない。

- アスコリ＝アルツェラの定理が成立する。すなわち、C(X) の部分集合 K が相対コンパクトであるための必要十分条件は、それが C(X) のノルムにおいて有界かつ同程度連続であることである。

- C(X) に対してストーン＝ワイエルシュトラスの定理が成り立つ。実函数の場合、A がすべての定数と分離点を含む C(X) の部分環であるなら、A の閉包は C(X) である。複素函数の場合、この主張は A が複素共役の下で閉じているという追加条件の下で成立する。

- X と Y が二つのコンパクトハウスドルフ空間で、F : C(X) → C(Y) が複素共役に交換する環の準同型写像であるなら、F は連続である。さらに F はある連続函数 ƒ : Y → X に対して F(h)(y) = h(f(y)) という形を取る。特に C(X) と C(Y) が環として同型なら、X と Y は位相同型な位相空間である。

- Δ を C(X) 内の極大イデアルの空間とする。このとき、Δ と X の点の間にはある一対一対応が存在する。さらに Δ はすべての複素準同型写像 C(X) → C の集まりと一致する。Δ にこの C(X) との組合せ（すなわち、ゲルファンド変換（英語版））に関する始位相（英語版）を導入する。このとき X は、この位相を備える Δ と位相同型である (Rudin 1973, §11.13)。

- C(X) 内の列が弱コーシーであるための必要十分条件は、それが C(X) 内で（一様）有界かつ各点収束することである。特に C(X) は、有限集合 X に対してのみ弱完備となる。

- 漠位相（英語版）は、C(X) の双対上の弱*位相（英語版）である。

- バナッハ=アラオグルの定理より、任意のノルム空間は、ある X に対する C(X) の部分空間と等長同型である。

## 一般化
実数値あるいは複素数値連続函数の空間 C(X) は、任意の位相空間 X について定義される。しかしコンパクトでない場合、非有界函数を含むこともあるため、C(X) は一様ノルムについて一般にバナッハ空間であるとは限らない。したがって X 上の有界連続函数の空間 CB(X) がより多く扱われる。この空間は一様ノルムについてバナッハ空間（実際、恒等元を含む可換バナッハ環）である(Hewitt & Stromberg 1965, Theorem 7.9)。
特に測度論では、X が局所コンパクトハウスドルフ空間であるような特別な場合を考えることによって更なる一般化が望まれることもしばしばある。この場合、次に述べる CB(X) の二つの部分空間が区別される(Hewitt & Stromberg 1965, §II.7)：
- コンパクトな台を持つ函数からなる C(X) の部分集合、C00(X)。これは無限大の近傍において消失する函数の空間と呼ばれる。

- 任意の ε > 0 に対して x ∈ X\K であれば |f(x)| < ε となるようなコンパクト集合 K⊂X が存在する函数からなる C(X) の部分集合、C0(X)。これは無限大で消失する（英語版）函数の空間と呼ばれる。

C00(X) の閉包が C0(X) である。特に、後者はバナッハ空間である。